# 徐仁 (弘治進士)
徐仁（1462年—？），字元之，浙江宁波府慈溪縣人，民籍，明朝政治人物。

## 生平
浙江鄉試第三十七名舉人。弘治十二年（1499年）中式己未科會試第三十五名，二甲第九十名進士。十三年十二月授禮科給事中，奉命审查宣府巡抚雍泰凌虐將官致死一案。复除刑科給事中，正德四年（1509年）四月升户科左，次月升本科都給事中，劾黜左副都御史韩福。

## 家族
曾祖徐志方；祖徐全；父徐榮；母邵氏。具庆下。